# Лівіти

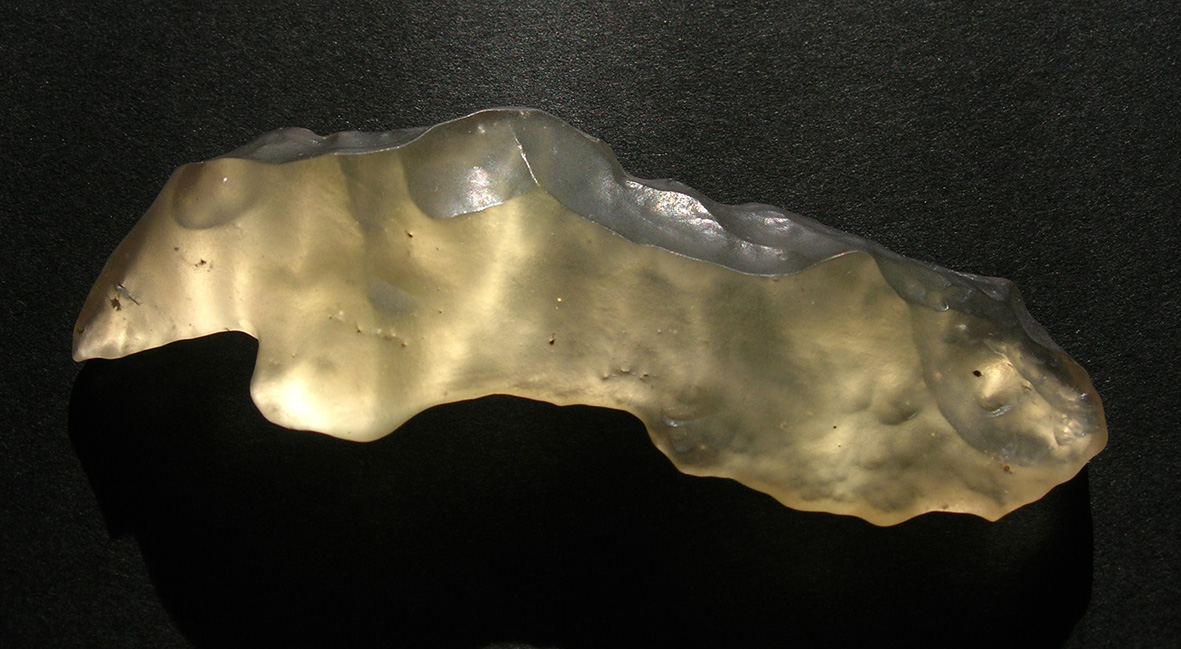
Лівійське пустельне скло

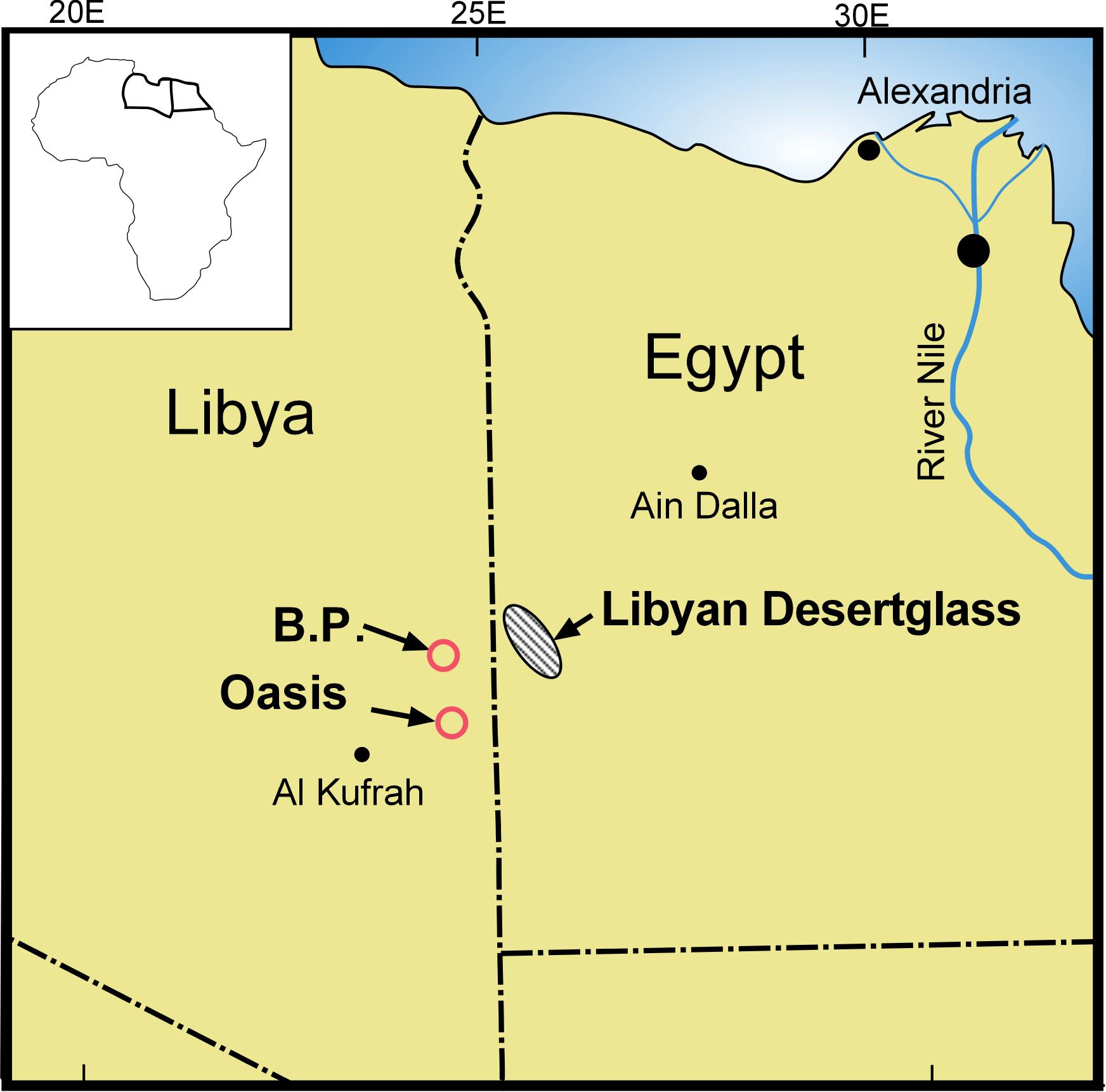
Карта з позначенням регіону знахідок

Лівіти (рос. ливиты, англ. libytes, нім. Libyte m pl), також лівійське скло, лівійське пустельне скло — склоподібні об'єкти нез'ясованої природи, знайдені в Лівійській пустелі у 1932 р. Являють собою кварцове скло, аналог тектитів. Але, на відміну від останніх, мають аномально високий вміст кремнезему — до 96% (у тектитів — 70-90%). Припускають, що лівіти — залишки дуже древнього скляного виробництва. Інша версія — природне походження лівітів (можливе як земне, так і космічне).